# سوسومو واتانابي
سوسومو واتانابي (باليابانية: 渡邉 晋) (10 أكتوبر 1973 في طوكيو في اليابان – )؛ هو لاعب كرة قدم ياباني سابق كان يلعب كمدافع.

## وصلات خارجية
- سوسومو واتانابي على موقع رابطة كرة القدم اليابانية للمحترفين (اليابانية)
- سوسومو واتانابي على موقع قاعدة بيانات كرة القدم.إي يو (الإنجليزية)
- سوسومو واتانابي على موقع Soccerway.com (الإنجليزية)
- سوسومو واتانابي على موقع عالم كرة القدم.نت (الإنجليزية)
- سوسومو واتانابي على موقع كووورة